# 金融監督管理委員會銀行局
金融監督管理委員會銀行局（簡稱銀行局）是中華民國銀行業、信託業、信用卡、電子票證發行機構與電子支付機構及金融控股公司的主管機關，由前財政部金融局改制而來。

## 沿革
- 1981年，財政部成立「金融司」。
- 1991年，財政部金融司升格為「財政部金融局」，原金融司保險科升格為財政部保險司（今金管會保險局）。
- 2004年，行政院金融監督管理委員會成立後改隸屬為其單位，更名為「行政院金融監督管理委員會銀行局」。
- 2012年7月，更名為「金融監督管理委員會銀行局」。

## 歷任首長
局長
| 姓名   | 就任時間     | 卸任時間  |
| 局長   | 局長         | 局長      |
| ------ | ------------ | --------- |
| 曾國烈 |              |           |
| 張明道 |              |           |
| 桂先農 |              |           |
| 詹庭禎 | 2014年5月5日 | 2016年6月 |
| 王儷娟 | 2016年6月    | 2017年8月 |
| 邱淑貞 | 2017年8月    | 2020年6月 |
| 莊琇媛 | 2020年6月    | 2025年3月 |
| 童政彰 | 2025年4月    | 現職      |

## 組織
- 局長
  - 副局長
    - 主任秘書

業務組
- 法規制度組
- 本國銀行組
  - 監理本國銀行及銀行公會、聯徵中心、財金公司、金融研訓院等週邊單位。
- 信用合作社組
  - 監理信用合作社與信用合作社改制之銀行，並負責金融消費者保護政策以及存款保險制度。
- 信託票券組
  - 負責票券市場及機構、信託及證券化業務與工業銀行，以及信用卡業務機構及電子票證發行機構及電子支付機構之監理。
- 外國銀行組
  - 負責外國與大陸地區銀行在臺分行與代表人辦事處、外國金融機構在臺子銀行之監理。
  - 另負責與國際金融主管機關之交流、經貿協議下銀行服務業之相關事務等。
- 金融控股公司組
  - 負責16家金融控股公司、15家銀行子公司、3家票券子公司之監理。

行政支援部門
- 資訊室
- 秘書室
- 人事室
- 會計室
- 政風室
- 統計室

## 外部連結
- （繁體中文）（英文）金管會銀行局 （页面存档备份，存于）
- （繁體中文）（英文）財團法人金融消費評議中心 （页面存档备份，存于）